# Gare de Gōra

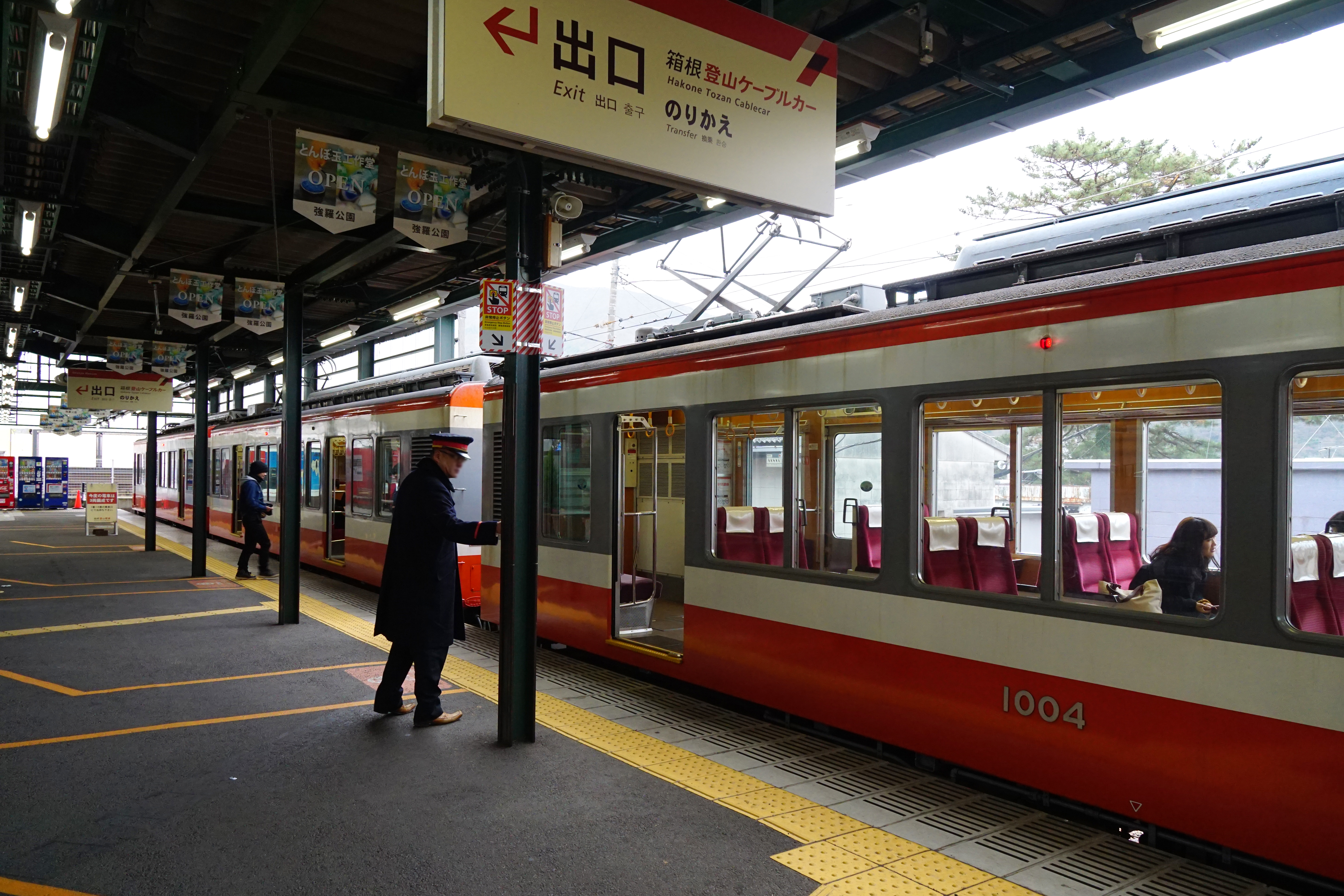
Hakone Tozan Line

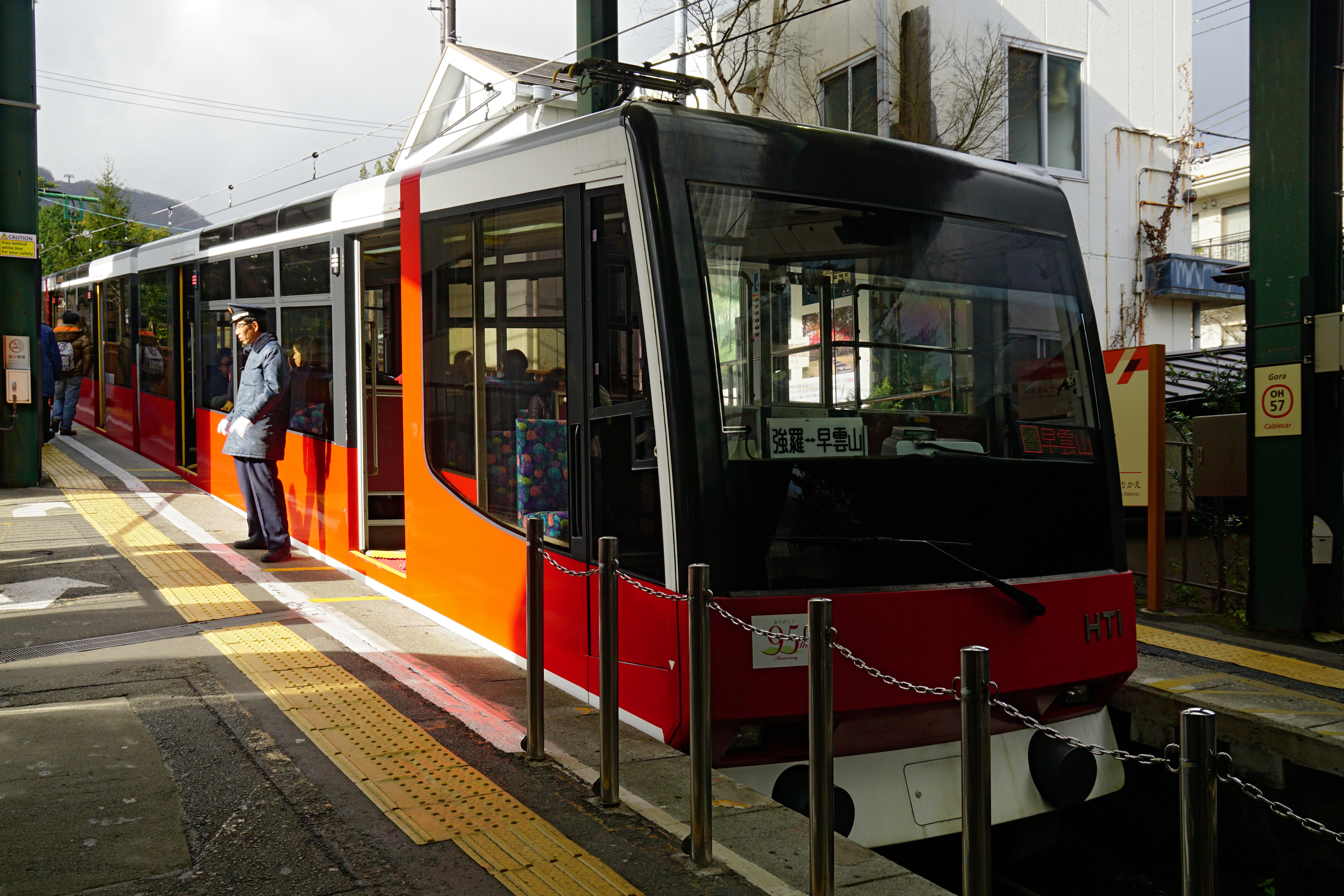
Hakone Tozan Cable Car

La gare de Gōra (強羅駅, Gōra-eki) est une gare ferroviaire japonaise, située à Gōra (Hakone), dans la préfecture de Kanagawa.

## Situation ferroviaire
La gare de Gōra est le terminus de la ligne Hakone Tozan et du funiculaire Hakone Tozan.

## Service des voyageurs

### Intermodalité
Plusieurs parcs et musées se situent à Gōra, dont le parc de Gōra-kōen et le musée des Beaux-Arts de Hakone.
- Parc de Gōra-kōen : à 5 minutes de la gare, il est composé d'un parc de rocher (le plus grand d'Asie), d'un jardin de plantes alpines et tropicales, d'un étang, d'un musée d'histoire naturelle mais aussi d'une maison de l'artisanat offrant la possibilité aux visiteurs de s'essayer au sechage de fleurs, au soufflage du verre ou à la poterie[1],[2].
- Musée des Beaux-Arts de Hakone : à 10 minutes de la gare, il est spécialisé dans les céramiques japonaise, mais possède aussi un jardin de mousse et un de bambou[1],[2]. Créé en 1952 par Okada Mokichi, le musée a commencé par accueillir des collections d’œuvres d'art orientales, évitant que nombre d'entre elles ne soient vendu à l'étranger. En 1982, le musée s'est recentré sur les céramiques médiévales japonaises de la période Jōmon à l'époque d'Edo [3].